# Rolls-Royce Phantom I
O Phantom foi o sucessor do original Rolls-Royce Silver Ghost. Tal como o famoso Ghost, o Phantom também foi construído entre Reino Unido e Estados Unidos.
Os modelos britânicos eram construídos na fábrica da Rolls-Royce em Derby, enquanto os modelos norte-americanos eram construídos em Springfield, Massachusetts.